# Институт нефрологии НАМН Украины
Институт нефрологии НАМН Украины (укр. ДУ "Інститут нефрології НАМН України" — ГУ «Институт нефрологии НАМН Украины») — подведомственный Национальной академии медицинских наук Украины академический институт нефрологического профиля.

## История
ГУ «Институт нефрологии АМНУ» образован в системе Академии медицинских наук Украины в марте 2002 года в результате реорганизации Института урологии и нефрологии АМН Украины.
Нефрология как самостоятельная дисциплина была выделена в терапевтических специальностях на Украине ещё в 20-х годах прошлого века. Основоположником научной нефрологии на Украине по праву считается киевский профессор Ф. Г. Яновский (1860—1928), который является автором монографии «Диагностика заболеваний почек в связи с их патологией» (Киев, 1927 г.).
В 1960-х годах в Киеве развитие нефрологии как специальности возглавил проф. А. П. Пелещук, который руководил отделом нефрологии Киевского НИИ заболеваний почек и мочевыводящих путей (урологии) в 1965-73 годах.
В 1973—2002 гг. отдел терапевтической нефрологии Института урологии и нефрологии возглавлял академик АМН, член-корреспондент НАН Украины Л. А. Пыриг. Под его руководством как главного нефролога МОЗ Украины (1979—1993 гг.) создана сеть нефрологической помощи на Украине, в 1995 году на базе Института урологии и нефрологии создана кафедра нефрологии Киевской медицинской академии последипломного образования, на базе которой проходили специализацию и курсы усовершенствования нефрологи Украины. В 1982 году создана общественная организация — Украинская ассоциация нефрологов.

## В настоящее время
В настоящее время в Институте нефрологии НАМН Украины активно работают научные школы под руководством проф. И. В. Багдассаровой (детская нефрология), проф. Г. Н. Дранника (иммунология), проф. Н. А. Сайдаковой (эпидемиология заболеваний почек), проф. Г. Г. Никулиной (биохимия), развивают идеи своего учителя академика Л. А. Пырига клиницисты под руководством д.м.н., проф. Н. А. Колесника, продолжают школу проф. А. В. Руденко с её активной помощью микробиологи Института.

## Клиника
На базе Института нефрологии НАМН Украины работает клиника, которая предоставляет широкий спектр услуг по лечению заболеваний нефрологического характера.
- предоставление специализированной консультативной помощи больным нефрологического профиля, жителям г. Киева и любой области Украины;
- уточнение генеза (с проведением, по необходимости, пункционной биопсии почки), дифференциальная диагностика и лечение заболеваний почек, а именно — острого и хронического гломерулонефрита, инфекций мочевой системы, интерстициального нефрита, диабетической нефропатии, дисметаболических нефропатий, нефропатий при системных заболеваниях соединительной ткани и врождённых пороках почек;
- консервативное лечение хронической почечной недостаточности;
- участие в организации и проведении семинаров, клинических, паталого-анатомических, научно-практических конференций, консилиумов и медицинских советов;
- выезды на вызовы Украинской станции выездной экстренной консультативной помощи.

## Международные связи
Сотрудники Института являются членами международных сообществ: д.м.н., проф. Н. А. Колесник, д.м.н. И. А. Дударь, ст. н.с. Е. С. Самусева — действительные члены ERA- EDTA; д.м.н., проф. Г. Н. Дранник — член Европейской Академии Аллергологов и клинических иммунологов, Американского колледжа аллергологии, астмы и иммунологии, Международного научного Общества по иммунореабилитации, вице-президент Общества иммунологов СНГ; д.м.н., проф. В. В. Дриянская — член Европейской Академии Аллергологов и клинических иммунологов (EAACI).